# Alfredo Bassani
Alfredo Bassani (Lodi, 3 luglio 1970) è un ex calciatore italiano, di ruolo difensore.

## Carriera
Cresciuto calcisticamente nell'Inter, calca i campi di Serie C fino al 1993, quando viene acquistato dalla Cremonese, neopromossa in Serie A, con la cui maglia gioca 7 partite nella stagione 1993-1994. La stagione successiva, durante il mercato di riparazione di novembre, viene girato in prestito al Como, in Serie B, trovando poco spazio anche nella serie cadetta. Ritorna alla casa madre nell'estate 1995 per un'altra stagione da comprimario, al termine della quale decide, a 26 anni, di lasciare i professionisti per continuare nelle serie minori.